# Personalgutachterausschuss
Der Personalgutachterausschuss war ein Gremium, das gem. § 6 des deutschen Freiwilligengesetzes vom 23. Juli 1955 bei der Einstellung von freiwilligen Soldaten mit dem Dienstgrad vom Oberst an aufwärts mitwirkte.
Der Ausschuss überprüfte gemäß besonderer gesetzlicher Regelung im Personalgutachterausschuß-Gesetz vom 23. Juli 1955 Soldaten, die für die Einstellung vorgesehen waren, auf ihre persönliche Eignung. Dies betraf im Zusammenhang mit der Gründung der Bundeswehr insbesondere ehemalige Wehrmachtsoffiziere, die als 131er wiederverwendet werden sollten. Außerdem erarbeitete er Richtlinien, nach denen die Eignung der übrigen Soldaten geprüft werden sollte.
Der Personalgutachterausschuss bestand aus 30 bis 40 Mitgliedern und war von Weisungen unabhängig. Seine Mitglieder waren zur Verschwiegenheit verpflichtet. Nur wenn der Ausschuss die Eignung bejaht hatte, durfte der Bewerber eingestellt werden.
Die erste Einberufung des Ausschusses nach Bonn erfolgte zum 27. Juli 1955. Der Ausschuss war bis zum November 1957 tätig, wurde aber erst mit Gesetz vom 4. September 1967 aufgelöst.
Die Vorschrift über den Personalgutachterausschuss in § 67 des Soldatengesetzes in seiner ursprünglichen Fassung vom 19. März 1956 wurde mit der Bekanntmachung der Neufassung des Soldatengesetzes vom 22. April 1969 gestrichen.

## Gesetzestext
§ 1
(1) Der Personalgutachterausschuss hat die Aufgabe,
1. Soldaten, die für die Einstellung mit dem Dienstgrad vom Oberst an aufwärts vorgesehen sind, auf ihre persönlichen Eignung zu prüfen,
2. Richtlinien vorzuschlagen, nach denen die persönliche Eignung der übrigen
Soldaten geprüft wird.
(2) Solange der Personalgutachterausschuss die Eignung eines Bewerbers
nach Absatz 1 Nr. 1 nicht bejaht hat, darf dieser nicht eingestellt werden.
§ 2
Der Personalgutachterausschuss besteht aus 30 bis 40 Mitgliedern. Sie werden vom Bundespräsidenten auf Vorschlag der Bundesregierung berufen. Der Vorschlag der Bundesregierung bedarf der Bestätigung durch den Deutschen Bundestag; eine Aussprache findet nicht statt.
§ 3
(1) Der Personalgutachterausschuss und seine Mitglieder sind an Weisungen
nicht gebunden.
(2) Der Personalgutachterausschuss gibt sich eine Geschäftsordnung.
(3) Dem Personalgutachterausschuss sind sämtliche Personalunterlagen über die in § 1 Abs. 1 Nr. 1 Genannten vorzulegen. Er hat das Recht, sich unmittelbar zu unterrichten. Alle Dienststellen haben dem Personalgutachterausschuss unentgeltlich Amtshilfe zu leisten und ihm auf Verlangen Auskunft zu erteilen und Akten vorzulegen, soweit dies zur Durchführung seiner Aufgaben erforderlich ist.
(4) Die Mitglieder des Personalgutachterausschusses sind über die ihnen in
ihrer Tätigkeit bekannt gewordenen Angelegenheiten zur Verschwiegenheit
verpflichtet.
§ 4
Das Gesetz tritt am Tage nach seiner Verkündigung in Kraft.

## Mitglieder des Personalgutachterausschusses
Die Mitglieder des Ausschusses wurden von der Bundesregierung vorgeschlagen, vom Bundestag ausgewählt und vom Bundespräsidenten berufen. Der Ausschuss war nicht an Weisungen gebunden, gab sich seine Geschäftsordnung selbst und definierte die „Grundsätzlichen Richtlinien für Beurteilung und Auswahl der ehemaligen Offiziere“ eigenständig. Ablehnungen bedurften keiner Begründung und eine Einspruchsmöglichkeit gegen eine Entscheidung war nicht gegeben. Es gab einige wenige allgemeine Ablehnungsgründe. Generale und Obersten der Waffen-SS und Angehörige des ehemaligen Nationalkomitees Freies Deutschland durften nicht eingestellt werden.
Angehörige dieses Gremiums waren 25 Männer und Frauen des zivilen Bereichs aus verschiedenen politischen Richtungen und gesellschaftlichen Institutionen sowie 13 frühere Berufssoldaten der Wehrmacht, die selbst nicht für eine Reaktivierung vorgesehen waren. Vorsitzender war Wilhelm Rombach.
Die Mitglieder des Personalgutachterausschusses
- Christoph von Auer (* 1887), Oberst a. D., stellvertretender Landrat in Kemnath
- Henry Bernhard (1896–1960), Konsul und Mitherausgeber und Chefredakteur der Stuttgarter Nachrichten
- Otto Bleibtreu (1904–1959), Jurist, Verwaltungsbeamter und Politiker, Staatssekretär im Justizministerium des Landes Nordrhein-Westfalen
- Georg Bögl (* 1892), Major d.R. a. D., Ministerialdirigent im Bayerischen Kultusministerium
- Philipp Freiherr von Boeselager (1917–2008), Forstverbandsfunktionär, Berufsoffizier der Wehrmacht und Widerstandskämpfer des 20. Juli 1944
- Kurt Brennecke (1891–1982), General der Infanterie a. D., Kommandierender General des XXXXIII. Armeekorps im Zweiten Weltkrieg
- Lothar Danner (1891–1960), Polizeisenator a. D. und Politiker der SPD
- Elmar Doch (1910–1971), Oberamtsrichter a. D., Oberbürgermeister von Ludwigsburg von 1949 bis 1957 und Oberbürgermeister von Heidenheim von 1957 bis 1968
- Karl von Elern (1886–1964), Oberstleutnant a. D., Vorstandsmitglied der Landsmannschaft Ostpreußen
- Günther van Endert (1884–1958), ab 1946 Vize-Regierungspräsident in Wiesbaden, Senatspräsident a. D. des Oberverwaltungsgerichts Nordrhein-Westfalen
- Helmuth von Grolman (1898–1977), Generalleutnant a. D. sowie Politiker und später ab 1959 der erste Wehrbeauftragte des Deutschen Bundestages
- Walther Hensel (1899–1986), Jurist und Oberstadtdirektor von Düsseldorf
- Friedrich Herrlein (1889–1974), General der Infanterie a. D., Kommandierender General des LV. Armeekorps im Zweiten Weltkrieg
- Theodor Kampmann (* 1899), Direktor des Pädagogischen Instituts der Theologischen Hochschule Paderborn
- Ernst Kühl (1888–1972), Landesrat i. R., Oberst d.R. a. D. der Luftwaffe und Kommandeur der 5. Fliegerdivision im Zweiten Weltkrieg
- Max Kukil (1904–1959), Verfolgter des NS-Regimes, früherer SPD-Landtagsabgeordneter in Schleswig-Holstein[13]
- Adolf-Friedrich Kuntzen (1889–1964), General der Panzertruppe a. D., im Zweiten Weltkrieg Kommandeur der 8. Panzerdivision und verschiedener Armeekorps
- Annedore Leber (1904–1968), Publizistin, Verlegerin und SPD-Politikerin und Witwe des von den Nationalsozialisten ermordeten Reichstagsabgeordneten und Widerstandskämpfers Julius Leber
- Paul Lemnitz (1892–1974), Oberregierungsrat a. D., Ehrenamtliches Mitglied des Hauptvorstandes der Deutschen Angestelltengewerkschaft (DAG).
- Richard Meyer (1885–1970), Pädagoge, Oberregierungsrat und Politiker (MVP, später GB/BHE, GDP), stellvertretender Oberbürgermeister der Stadt Oldenburg
- Erich Nellmann (1895–1968), Generalstaatsanwalt beim Oberlandesgericht Stuttgart
- Günter Olzog (1919–2007), Verleger und Gründer des Isar-Verlags (1960 umbenannt in Olzog-Verlag)
- Conrad Patzig (1888–1975), Admiral a. D. der Kriegsmarine im Zweiten Weltkrieg
- Bernhard Pier (* 1894), Oberstudienrat, Hauptmann a. D. und Bataillonskommandeur im Infanterie-Regiment 84[14]
- Franz Pöschl (1917–2011), Oberstleutnant a. D. und Bataillonskommandeur im Zweiten Weltkrieg, Polizeischulrat und ab 1955 als Oberregierungsrat Leiter des Wehrreferates in der Bayerischen Staatskanzlei
- Viktor Renner (1899–1969), Jurist und Politiker (SPD), Innenminister des Landes Württemberg-Hohenzollern sowie Justizminister und Innenminister von Baden-Württemberg
- Wilhelm Rombach (1884–1973), Regierungspräsident, Oberbürgermeister von Aachen und Staatssekretär im nordrhein-westfälischen Innenministerium
- Fabian von Schlabrendorff (1907–1980), Jurist sowie Reserveoffizier und Widerstandskämpfer des 20. Juli 1944
- Maria Schlüter-Hermkes (1889–1971), Vorstandsmitglied des Katholischen Deutschen Frauenbundes, Mitglied im Exekutivrat der UNESCO und damit erste Vertreterin Deutschlands
- Karl Schwend (1890–1968), Politiker (BVP, CSU), Ministerialdirektor a. D. und Leiter der Bayerischen Staatskanzlei von 1949 bis 1954, Mitglied des Landesvorstandes der CSU
- Hans-Georg von Seidel (1891–1955), General der Flieger a. D. und Oberbefehlshaber der Luftflotte 10 im Zweiten Weltkrieg, Seidel war bis zu seinem Tod am 10. November 1955 im Personalgutachterausschuss tätig. Ein Ersatzmitglied wurde nicht bestimmt.
- Fridolin von Senger und Etterlin (1891–1963), General der Panzertruppe a. D. und Kommandierender General des XIV. Panzerkorps im Zweiten Weltkrieg und 1950 Mitverfasser der Himmeroder Denkschrift zur Gründung der Bundeswehr
- Hans Erich Stier (1902–1979), Althistoriker und Politiker (CDU), Mitglied im Landtag von Nordrhein-Westfalen
- Franz Weiß (1900–1979), Steuerberater, Politiker (BP, CSU) und Mitglied des Bayerischen Landtags
- Erich Weniger (1894–1961), Vertreter der Geisteswissenschaftlichen Pädagogik
- Ernst-August von der Wense (1899–1966), Forstwirt und Politiker (DP), Landrat im Landkreis Hadeln und Mitglied des Niedersächsischen Landtags.
- Franz Westhoven (1894–1983), Generalleutnant a. D. und Divisionskommandeur der 3. Panzerdivision im Zweiten Weltkrieg
- Konrad von Woellwarth-Lauterburg (1916–2003), Gutsbesitzer, Oberstleutnant i. G. a. D.
- Ernst Wolf (1914–2008), Jurist und Professor auf dem Lehrstuhl für Bürgerliches Recht, Arbeitsrecht und Rechtsphilosophie an der Universität Marburg

## Ausschusstätigkeit
Der Ausschuss behandelte 553 Bewerbungen von ehemaligen Wehrmachtsoffizieren, die im Dienstgrad eines Obersten oder Generals verwendet werden sollten. 51 wurden abgelehnt, 32 zogen ihre Bewerbung zurück, 470 wurden angenommen. Die personenbezogenen Unterlagen des Personalgutachterausschusses wurden vernichtet, um die Geheimhaltung zu wahren und Missbrauch der Überprüfungsakten zu verhindern. Am 13. Februar 1958 wurde der Verteidigungsausschuss des Deutschen Bundestages über diese Maßnahme unterrichtet.
Die Einrichtung des Personalgutachterausschusses und dessen personelle Zusammensetzung löste in der Öffentlichkeit und in den Medien zahlreiche Diskussionen und Kommentare aus. Umstritten waren auch die Ablehnungen zur Übernahme in die Bundeswehr von Oberst i. G. a. D. Hellmut Bergengruen (bisher Unterabteilung II/5 Heer im Bundesministerium der Verteidigung), Oberst i. G. a. D. Kurt Fett (Chef des Stabes der Militärischen Abteilung im Bundesministerium der Verteidigung) und Oberst a. D. Eberhard Kaulbach (bisher Abteilung IV C Ausland/Inland im Bundesministerium der Verteidigung), Oberst a. D. Wolfgang Ruhsert, militärischer Berater des deutschen NATO-Botschafters in Paris., Oberst i. G. a. D. Albert Schindler, Referatsleiter für Führungsplanung und Dislozierung in der Unterabteilung Streitkräfte und Oberst a. D. Hans-Werner Stirius, Bearbeiter von Grundsatzfragen in der
Unterabteilung Heer im Referat Infanterie/Militärpolizei. Alle Personen waren zuvor auch langjährig im Amt Blank tätig. Nur Oberst i. G. Schindler gelang die Wiedereinstellung in die Bundeswehr durch eine gerichtliche Klage.
Im Juni 1957 kritisierten Mitglieder des Personalgutachterausschusses, dass die Bundesregierung General Adolf Heusinger zum ersten Generalinspekteur der Bundeswehr ernannt hatte, ohne diese Absicht vorher mit dem Ausschuss zu beraten. Der Personalgutachterausschuss hat seinerzeit bei der Prüfung Heusingers erklärt, dass Heusinger ungeeignet sei.

## Bundespersonalausschuss
Parallel zum Personalgutachterausschuss wurde im Sommer 1956 der Bundespersonalausschuss gebildet. Er hatte über außerplanmäßige Beförderungen zu entscheiden. Ihm gehören an: der Präsident des Bundesrechnungshofes als Vorsitzender, die Leiter der Personalabteilungen des Innen-, Finanz- und Verteidigungsministeriums sowie drei Berufssoldaten.
Bereits am 2. August 1956 beschloss der Bundespersonalausschuss (Nr. 365/56), dass ehemalige Angehörige der Waffen-SS bis zum Obersturmbannführer (Oberstleutnant) mit ihrem alten Dienstgrad eingestellt werden können.
Einige der Generale bzw. Admirale der Bundeswehr sollen durch die Alliierten als Kriegsverbrecher verurteilt worden sein oder auf alliierten Kriegsverbrecherlisten gestanden haben. Als derartige Anschuldigungen in der Öffentlichkeit auftauchten, wurden von amtlicher Seite keinerlei Recherchen unternommen. Zum einen führten deutsche Gerichte in den fünfziger Jahren keine NS-Prozesse, zum anderen bestand der feste Wille, einen „Schlussstrich“ zu ziehen.
Bundestagspräsident Eugen Gerstenmaier (CDU) antwortete 1963 einem Beschwerdeführer:
„Der Bundestagsausschuß für Verteidigung hat Kenntnisnahme wie Überprüfung der von Ihnen übermittelten Unterlagen mit der Begründung abgelehnt, daß das frühere Verhalten sämtlicher höherer Offiziere der Bundeswehr vor deren Reaktivierung durch einen dafür geschaffenen Personalgutachter-Ausschuß abschließend überprüft worden ist.“
Keiner der höheren Offiziere quittierte wegen seiner Vergangenheit später den Dienst. Hans Speidel wurde allerdings auf französische Proteste hin – in seinem Umfeld beim deutschen Militärbefehlshaber Frankreich wurde die Deportation von Pariser Juden nach Auschwitz vorbereitet und Geiseln in Massen erschossen – als Oberbefehlshaber der europäischen Landstreitkräfte der NATO vorzeitig abberufen. Bei einem Staatsbesuch hatte de Gaulle sich geweigert, diesem ehemaligen General der Wehrmacht die Hand zu geben.
Weitere führende Bundeswehroffiziere wurden ebenfalls beschuldigt, von Kriegs- und NS-Verbrechen gewusst bzw. an ihnen mitgewirkt zu haben: Adolf Heusinger, Josef Kammhuber, Friedrich Foertsch, Heinz Trettner, Friedrich Ruge und andere.

## Reaktion in der DDR
Mitte der 1960er Jahre wurde von staatlichen Stellen in der Deutschen Demokratischen Republik ein „Braunbuch“ herausgegeben, in dem belastendes Dokumentenmaterial über die Wehrmachtsvergangenheit vieler hoher Bundeswehroffiziere veröffentlicht wurde. Dieses Braunbuch wurde in Westdeutschland als Feindbildpropaganda abgetan und seine Dokumente als gefälscht bezeichnet. Eine wissenschaftliche Prüfung wurde nicht vorgenommen.